# جوزيف مايستر
جوزيف مايستر (21 فبراير 1876 - 24 يونيو 1940) هو أول شخص طُعِّمَ ضد داء الكلب من قبل لويس باستور، ومن المحتمل أن يكون أول شخص يُعالَج بنجاحٍ من العدوى.

## التاريخ
تعرض مايستر عام 1885 وهو البالغ من العمر آنذاك تسع سنوات للعض بشدة من قبل كلب مسعور مُفترَض. بعد التشاور مع ألفريد فولبيان وجاك جوزيف غرينشر والحصول على مساعدتهما، وافق لويس باستور على تلقيح الصبي بأنسجة العمود الفقري من الأرانب المسعورة، والتي استخدمها بنجاحٍ لمنع داء الكلب في الكلاب. كان العلاج ناجحًا ولم يُصب الصبي بداء الكلب. بالنسبة إلى باستور، فقد كان هذا غير قانوني من الناحية الفنية حيث أنه يمارس بدون ترخيص لأن الكيميائي الفرنسي لم يكن طبيبًا مرخصًا، لكنه سار بناءً على نصيحة الزملاء الحاصلين على رخصة والذين وافقوا على أنّ الشباب بحاجة إلى العلاج حتى وإن كان باستور هو المحترف الوحيد المتاح لتطبيقه. لحسن الحظ، أدى النجاح المشهود للعلاج إلى التنازل عن أي تهم رسمية..